# ليليان روس
ليليان روس (بالإنجليزية: Lillian Ross)‏ هي صحفية وكاتِبة أمريكية، ولدت في 8 يونيو 1918 في سيراكيوز في الولايات المتحدة، وتوفيت في 20 سبتمبر 2017 في مانهاتن في الولايات المتحدة بسبب سكتة.

## وصلات خارجية
- ليليان روس على موقع IMDb (الإنجليزية)